# Praia do Forte (Mata de São João)
Pour les articles homonymes, voir Praia do Forte.

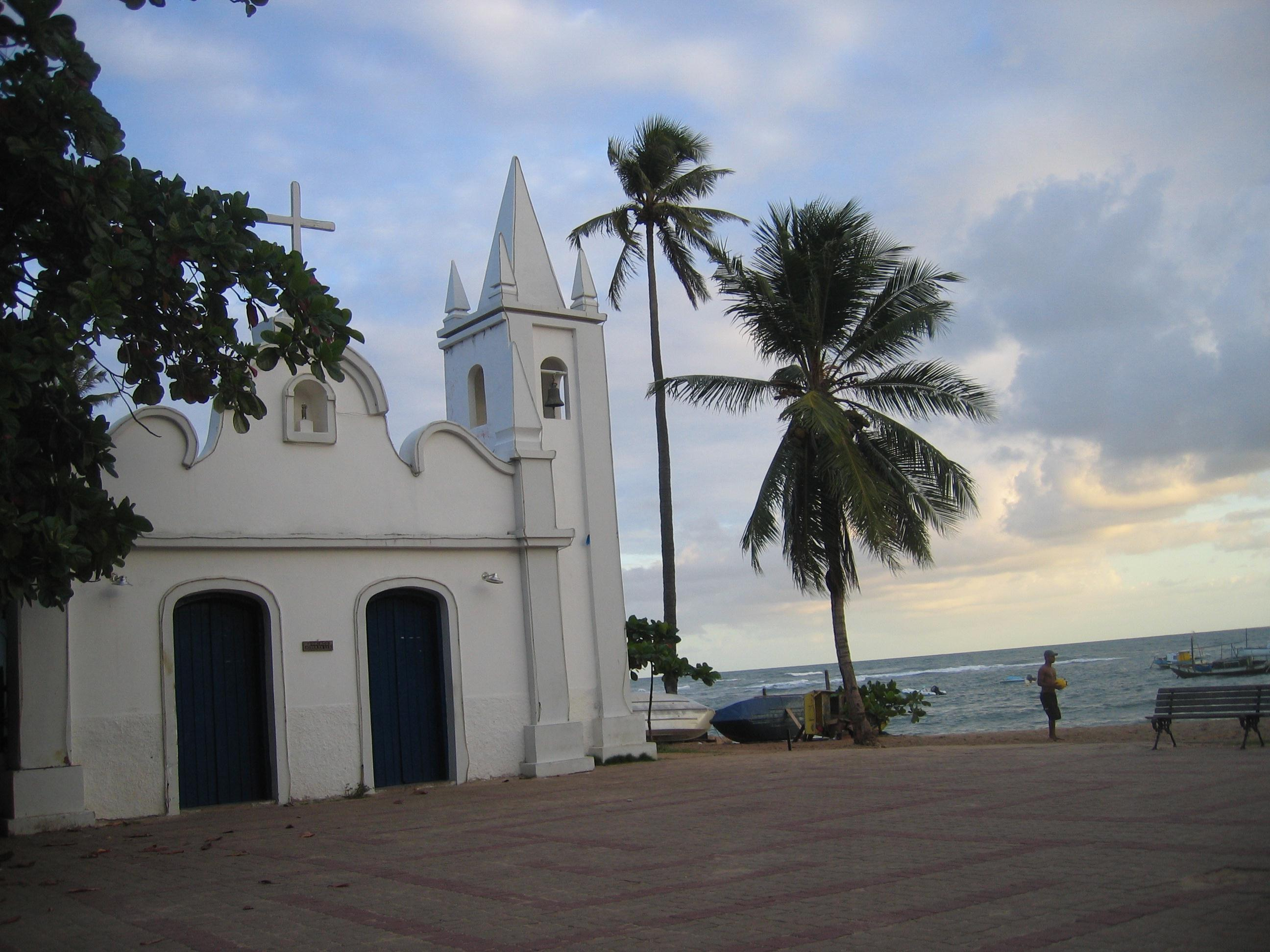
L'église de Praia do Forte un jour de vent

La Plage du Fort est une plage brésilienne située à une cinquantaine de kilomètres de Salvador de Bahia ; on y arrive par la route des cocotiers "estrada do coco". Une route bien entretenue qui relie Salvador à Aracaju en longeant la côte ; appelée "linha verde" (ligne vert) ou BA099.
Praia do Forte est une des destinations les plus fréquentées[réf. nécessaire] du littoral nord de Bahia.
Parfois appelé "Polynésie brésilienne"[réf. nécessaire], Praia do Forte favorise l'écotourisme[réf. nécessaire].
Plus de 12 km de plages, avec plusieurs piscines naturelles formées par les récifs le long de la côte. Les cocotiers, la végétation est prédominante dans cette région.
Parmi les attractions de la ville :
- Projet TAMAR, organisation pour la préservation et l'étude des tortues marines, animal qui peut atteindre 3 mètres de long.

- Le surf

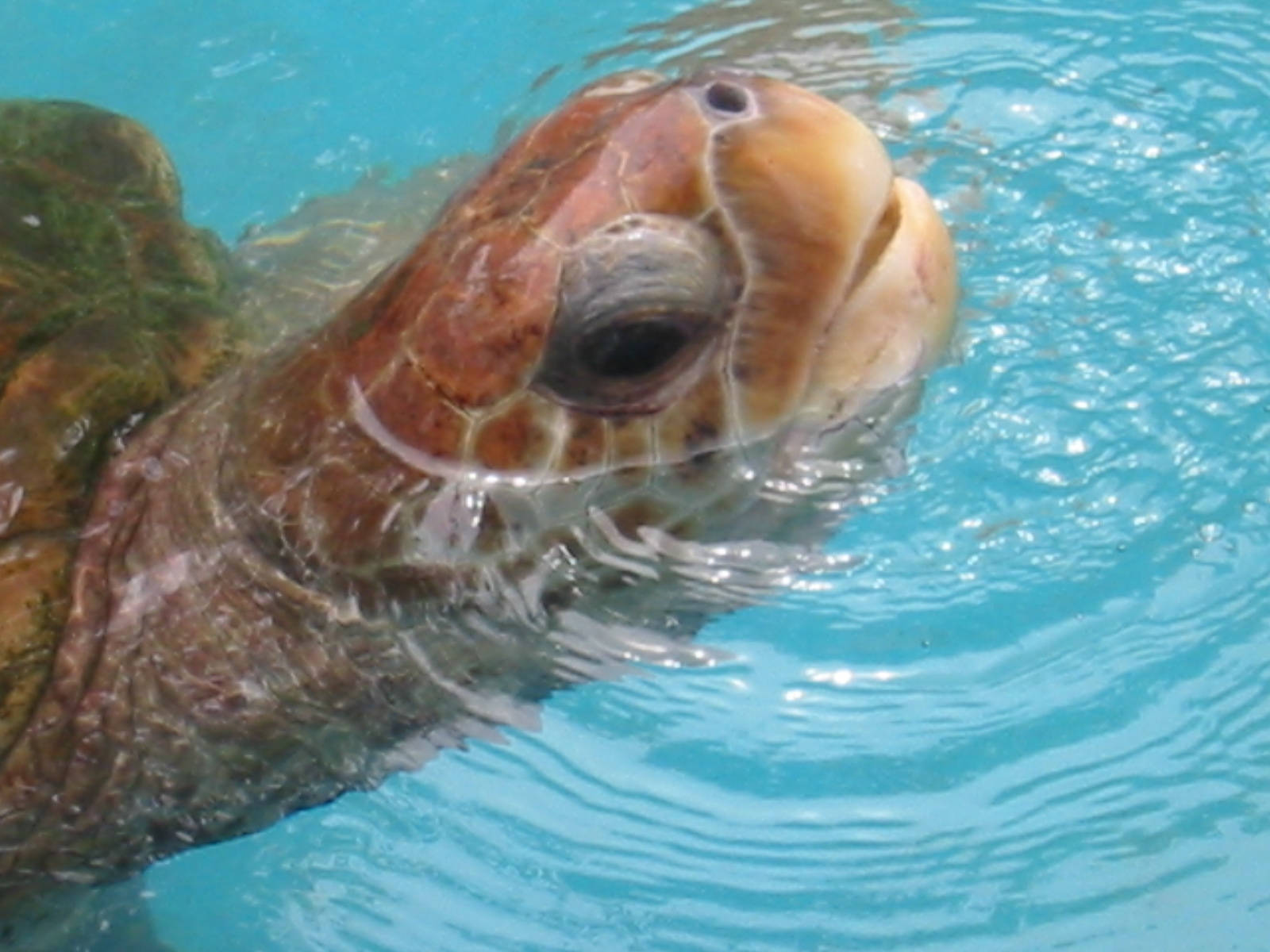
Préservation des tortues marines au TAMAR.

- Visite culturelle des ruines du seul château médiéval construit dans le pays. Celui de la famille Garcia d'Ávila. Le patriarche du clan, Garcia d'Ávila était le trésorier du premier gouverneur général du Brésil, Tomé de Sousa qui débarqua à Bahia en 1549 pour fonder la ville de Salvador de Bahia. Au cours des premières années de la colonisation, d'Ávila réussit à accumuler une fortune immense[réf. nécessaire], principalement en terres. Il arriva à contrôler ce qui fut considéré comme le plus grand latifundium du monde[réf. nécessaire] : ses terres s'étendaient de Bahia au Maranhão. Sur son territoire, il construisit le château de Praia do Forte. Les ruines se trouvent à près de deux kilomètres de la ville de Praia do Forte.
- La réserve de Sapiranga et ses chemins de bromelias.

Le petit village est formé d'abord de natifs locaux, pêcheurs, artisans amis aussi de petits entrepreneurs de diverses régions du Brésil.
La rue principale a été récemment aménagée en paysage urbain.

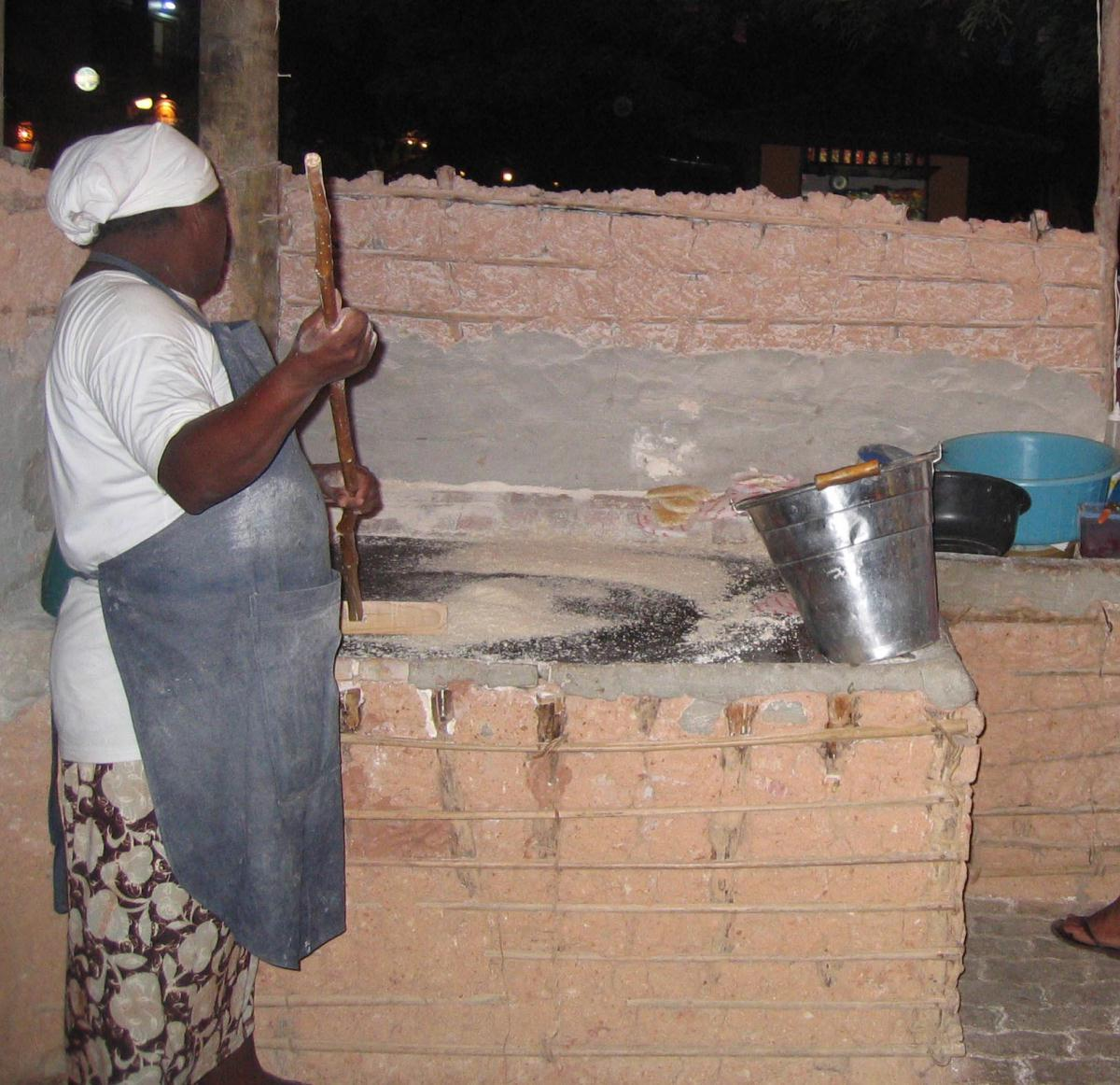
Préparation de la farine de manioc dans le centre de Praia do Forte

## Surf
Le spot héberge une étape du championnat régional ; très consistant, il est réservé aux surfeurs expérimentés.